# NuGet
NuGet (pronunciado "New Get") es un gestor de paquetes diseñado para permitir a los desarrolladores compartir código reutilizable. Es una solución de software como servicio cuya aplicación cliente es gratuita y de código abierto. La Fundación Outercurve lo creó inicialmente con el nombre de NuPack. Desde su introducción en 2010, NuGet se ha convertido en un ecosistema más grande de herramientas y servicios.

## Descripción general
NuGet es un administrador de paquetes para desarrolladores. Permite a los desarrolladores compartir y consumir código útil. Un paquete NuGet es un único archivo ZIP que tiene una extensión de nombre de archivo .nupack o .nupkg y contiene .NET y sus archivos necesarios.
NuGet se distribuyó inicialmente como una extensión de Visual Studio. A partir de Visual Studio 2012, tanto Visual Studio como Visual Studio para Mac pueden consumir paquetes NuGet de forma nativa. El cliente de nuget.exe, n es una aplicación de línea de comandos que puede crear y consumir paquetes. MSBuild y .NET Core SDK ( dotnet.exe ) puede usarlo cuando está presente. NuGet también está integrado con SharpDevelop.
Admite múltiples lenguajes de programación, que incluyen:
- Paquetes .NET Framework
- Paquetes .NET
- Paquetes nativos escritos en C++,[5] con creación de paquetes asistida por CoApp